# Holland Park Press
Holland Park Press is een onafhankelijke literaire uitgeverij in Londen. De uitgeverij werd opgericht in 2009 door Bernadette Jansen op de Haar.
Holland Park Press heeft een Engels-Nederlandse achtergrond en specialiseert zich in het uitgeven van Nederlandse schrijvers, in zowel het Nederlands als het Engels. Holland Park Press publiceert daarnaast origineel Engels werk en vertalingen van klassieke Nederlandse romans. Zo verscheen er werk van Louis Couperus en Frederik van Eeden. De uitgeverij richt zich op fictie en poëzie.

## Boeken
- Eline Vere by Louis Couperus, completely revised translation of JT Grein
- Angel by Arnold Jansen op de Haar, translated by Bernadette Jansen op de Haar
- Engel by Arnold Jansen op de Haar
- Top of the Sixties by David Ayres
- The Lonely Tree by Yael Politis
- King of Tuzla by Arnold Jansen op de Haar, translated by Paul Vincent
- De koning van Tuzla by Arnold Jansen op de Haar
- Hedwig’s Journey (original title: Van de koele meren des doods) by Frederik van Eeden, updated translation of Margaret Robinson
- Yugoslav Requiem by Arnold Jansen op de Haar, translated by Paul Vincent
- Joegoslavisch requiem by Arnold Jansen op de Haar
- Finding Soutbek by Karen Jennings
- Everything Must Go by Rosie Garland
- To Sing Away the Darkest Days by Norbert Hirschhorn
- Hold Still by Cherry Smyth
- Where is My Mask of an Honest Man? by Laura Del-Rivo
- Away from the Dead by Karen Jennings
- Diaspo/Renga by Marilyn Hacker & Deema K Shehabi
- The Stray American by Wendy Brandmark
- Place Lamartine by Jeroen Blokhuis
- Lamartine Square by Jeroen Blokhuis
- 100 Dutch-Language Poems, From the Medieval Period to the Present Day, selected and translated by Paul Vincent and John Irons
- Winegarden by Anthony Ferner